# Corydalus affinis
Corydalus affinis är en insektsart som beskrevs av Hermann Burmeister 1839. Corydalus affinis ingår i släktet Corydalus och familjen Corydalidae. Inga underarter finns listade i Catalogue of Life.